# EcoJet
EcoJet (Rechtlich: Linea Aera EcoJet S.A.) ist eine bolivianische Fluggesellschaft.

## Geschichte
EcoJet wurde 2013 gegründet und nahm am 24. November 2013 den Flugbetrieb mit zwei 93-sitzigen Avro RJ85 auf. Die Fluggesellschaft beförderte 16.964 Passagiere im Gründungsjahr und 225.729 Passagiere im Jahr 2014.

## Ziele
EcoJet fliegt folgende Städte innerhalb Boliviens an:
- Cochabamba
- Guayaramerín
- La Paz
- Riberalta
- Rurrenabaque
- Santa Cruz de la Sierra
- Sucre
- Trinidad
- Uyuni

## Flotte
Mit Stand April 2025 besteht die Flotte der EcoJet aus vier Flugzeugen mit einem Durchschnittsalter von 27,9 Jahren:
| Flugzeugtyp                  | Anzahl | bestellt | Anmerkungen | Sitzplätze | Durchschnittsalter |
| ---------------------------- | ------ | -------- | ----------- | ---------- | ------------------ |
| British Aerospace Avro RJ100 | 1      |          | ´           | 112        | 25,6 Jahre         |
| British Aerospace Avro RJ85  | 3      |          |             | 93         | 28,7 Jahre         |
| Gesamt                       | 4      | -        |             |            | 27,9 Jahre         |

### Ehemalige Flotte
- Boeing 737-300